# Motoki Nishimura
Motoki Nishimura, född den 8 juni 1947 i Chiba, Japan, är en japansk judoutövare.
Han tog OS-brons i herrarnas tungvikt i samband med de olympiska judotävlingarna 1972 i München.